# Hello, Dolly!
Hello, Dolly! är en Broadwaymusikal med sånger av Jerry Herman och dialog av Michael Stewart. Den bygger på Thornton Wilders talpjäs The Matchmaker. Den sattes upp på Broadway 1964 i regi och koreografi av Gower Champion, med Carol Channing i huvudrollen. 

## Historia
Musikalen Hello Dolly är från början en ren talpjäs. Pjäsen författades 1835 av John Oxford och hette i original A Day Well Spent. 
Den skicklige komediskrivaren i Wien, John Nestroy omvandlade den till Einen Jux will er sich machen 1842. Den amerikanske dramatikern Thornton Wilder gav berättelsen om den uppfinningsrika äktenskapsmäklerskan Dolly Gallagher Lewi och förlade handlingen till New York i The Merchant of Yonkers, ett stycke som han 1955 omarbetade till The Matchmaker som med Ruth Gordon gick 486 gånger på Broadway. Den kom till Sverige 1955 där den spelades på Vasan i Stockholm under namnet Äktenskapsmäklerskan.
Först 1964 blev pjäsen omarbetad till musikal. Michael Stewart skrev librettot och Jerry Herman skrev sångtexterna och svarade för musiken. Hello Dolly blev en stor framgång och gavs 2 844 gånger på Broadway och 794 gånger i London. 
I Gene Kellys regi gjordes en filmversion 1969 med Barbra Streisand och Walter Matthau i huvudrollerna.
Den mest kända sången är titelsången, som spelades in med Louis Armstrongs sång och trumpet och blev en stor skivframgång redan före premiären.

## Uppsättningar i Sverige
I Sverige spelades Hello Dolly för första gången på Malmö Stadsteaters stora scen den 8 oktober 1965 med Maj Lindström i titelrollen. Den följdes av Oscarsteaterns uppsättning med Ulla Zetterberg som Dolly med premiär den 9 september 1966.

## Roller
| Roll                 | Broadway (1964)       | Malmö stadsteater (1965) | Oscarsteatern (1966) |
| -------------------- | --------------------- | ------------------------ | -------------------- |
| Dolly Gallagher Levi | Carol Channing        | Maj Lindström            | Ulla Zetterberg      |
| Horace Vandergelder  | David Burns           | Gustaf Färingborg        | Åke Fridell          |
| Cornelius Hackl      | Charles Nelson Reilly | Olav Gerthel             | Fredrik Ohlsson      |
| Barnaby Tucker       | Jerry Dodge           | Curt Spångberg           | Bert-Åke Varg        |
| Irene Molloy         | Eileen Brennan        | Sonja Stjernquist        | Anna Sundqvist       |
| Minnie Fay           | Sondra Lee            | Harriet Forssell         | Eva Rydberg          |
| Ambrose Kemper       | Igors Gavon           | Arne Dahl                | Olle Nyberg          |
| Ermengarde           | Alice Playten         | Ing-Britt Stiber         | Gunilla Åkesson      |
| Ernestina            | Mary Jo Catlett       | Berit Kjerrman           | Anne Langenhahn      |
| Rudolph              | David Hartman         | Carl-Fredrik Liljeholm   | Per Vremar           |